# Tor-funktorn
Inom homologisk algebra är Tor-funktorn härledda funktorerna av tensorprodukt-funktorn. 

## Egenskaper
- För alla n ≥ 1 är TorRn  en additiv funktor från Mod-R × R-Mod till Ab.

- Varje kort exakt följd 0 → K → L → M → 0 ger upphov till en lång exakt följd av formen

{\displaystyle \cdots \rightarrow \mathrm {Tor} _{2}^{R}(M,B)\rightarrow \mathrm {Tor} _{1}^{R}(K,B)\rightarrow \mathrm {Tor} _{1}^{R}(L,B)\rightarrow \mathrm {Tor} _{1}^{R}(M,B)\rightarrow K\otimes B\rightarrow L\otimes B\rightarrow M\otimes B\rightarrow 0}.
- TorZn(A,B) = 0 för alla n ≥ 2.

- Om F är en fri R-modul är TorRn(F,B) = 0 för alla n ≥ 1.

- {\displaystyle \mathrm {Tor} _{n}^{R}\left(\bigoplus _{i}A_{i},\bigoplus _{j}B_{j}\right)\simeq \bigoplus _{i}\bigoplus _{j}\mathrm {Tor} _{n}^{R}(A_{i},B_{j})}